# Dragon Television
Dragon Television è un canale televisivo cinese, proprietà di Shanghai Media Group.